# Opération Baobab
L'opération Baobab est un raid de commando SAS, au cours de la Seconde Guerre mondiale, contre un pont de chemin de fer en Italie.
| Fano (Italie) Anzio |

## Objectif
Destruction d'un pont ferroviaire en soutien à l'opération Shingle.

## Histoire
Les commandos ont été débarqués le 30 janvier 1944. 

Les commandos SAS font sauter le pont ferroviaire entre Pesaro et Fano, essentiel pour le ravitaillement des troupes allemandes, dans le but de soutenir les troupes alliés débarquées à Anzio le 22 janvier 1944.

## Bilan
La destruction du pont ferroviaire entrava le ravitaillement et les renforts allemands, permettant de soulager les troupes alliées.